# Furina diadema
Espèce
Synonymes
- Calamaria diadema Schlegel, 1837
- Rabdion occipitale Girard, 1858
- Cacophis blackmanii Krefft, 1869
- Denisonia bancrofti De Vis, 1911

Furina diadema est une espèce de serpents de la famille des Elapidae.

## Répartition
Cette espèce est endémique d'Australie. Elle se rencontre au Victoria, en Australie-Méridionale, en Nouvelle-Galles du Sud et au Queensland.

## Publications originales
- Schlegel, 1837 : Essai sur la physionomie des serpens, La Haye, J. Kips, J. HZ. et W. P. van Stockum, vol. 1 (texte intégral).
- Schlegel, 1837 : Essai sur la physionomie des serpens, La Haye, J. Kips, J. HZ. et W. P. van Stockum, vol. 2 (texte intégral).